# Mijaíl Jmelnitski
Mijaíl Jmelnitski (Bielorrusia, 24 de julio de 1969) es un atleta bielorruso, especializado en la prueba de 20 km marcha en la que llegó a ser medallista de bronce mundial en 1997.

## Carrera deportiva
En el Mundial de Atenas 1997 ganó la medalla de bronce en los 20 km marcha, con un tiempo de 1:22:01 segundos, llegando a meta tras el mexicano Daniel García y el ruso Mikhail Shchennikov (plata).